# 菱川文博
菱川 文博（ひしかわ ふみひろ、1925年（大正14年）2月1日 - 2017年（平成29年）1月11日）は、日本の地方官僚、実業家。広島と長崎で相次いで原子爆弾の被害を受けた二重被爆者のひとり。
兵庫県阪神県民局長、コナミ工業株式会社名誉会長、株式会社G-7ホールディングス社外取締役を歴任した。

## 略歴
兵庫県明石市大蔵町で出生。父は兵庫県庁の職員、母は助産師（両親の略歴については後述）。両親はいずれも仕事で忙しかったので、菱川は祖母ために育てられた。
明石市立人丸小学校卒業後、旧制県立明石中学校（のちの兵庫県立明石高等学校）に進学。相撲が好きで、幼少時は強かったが、このときは周囲より体が小さかったので入部をあきらめ、吹奏楽部に入り大太鼓を担当した。県の選抜演奏チームにも選ばれ、全国中等学校優勝野球大会（のちの全国高等学校野球選手権大会）の入場行進に、5年間皆勤で出場した。
旧制官立神戸高等商業学校（のちの神戸大学経済学部）に進学。公然と軍国主義に反対し、処分を受けた。1944年（昭和19年）6月、19歳のときに受けた最初の徴兵検査では、姉が結核を患っていたこともあり不合格となった。明石市内の軍需工場で働いていた1945年（昭和20年）6月に受けた2度目の検査は甲種合格で、召集。
1945年8月6日、駐屯地の長崎市へ向かう列車が広島市を通りかかった際、投下された原子爆弾により被爆。さらに3日後の8月9日、駐屯地の長崎市五島町でも原子爆弾に被爆する。五島町は、爆心地から2.7キロ地点であった。菱川は、所属部隊が翌日10日から長崎市内で被爆者の救助活動を行う際、別の兵士（小隊長）とともに、宿営地である長崎市立土井首国民学校での留守役を中隊長に命じられた。菱川はのちに、他の隊員の多くは被爆の後遺症で短命の者が多かったが、自身は郊外にあった国民学校で待機したことで、残存放射能の被曝量が少なかったことが長命の要因となったのではないかと述懐している。
終戦後、父の勧めで兵庫県庁に入庁。1955年（昭和30年）、在庁中に自治大学校を首席で卒業。県庁では青少年局長・阪神県民局長・企画部長を務め、金井元彦・坂井時忠両県知事の側近として、神戸空港建設計画や西播磨テクノポリス構想において手腕を発揮した。
定年前に行われる予定の明石市長選への出馬要請を受けていたが固辞し、コナミ工業創業者・上月景正に請われ、1984年（昭和59年）、同社の会長に就任。1987年から1992年までは社長職に就き、家庭用ゲーム機・ファミリーコンピュータ用ソフト事業への参入、コナミ神戸ビルへの本社移転、東証一部・大証一部上場など、神戸時代のコナミを支えた。
コナミ名誉会長を4年経験した後、武庫川女子大学短期大学部の講師を務める。その後、G-7ホールディングスの社外取締役として約10年勤務のほか、講演活動を行った。
88歳となった2013年（平成25年）5月、妻とともに長女が住む千葉県船橋市に移住。被爆の後遺症で甲状腺がん、腎臓がんが悪化し、2017年（平成29年）1月11日、自宅にて91歳で逝去した。妻は船橋市の自宅で介護を受けながら暮らしていたが、老衰のため2021年(令和3年)1月12日に98歳で逝去した。命日は(4年)１日違いである

## 人物

### 親族
菱川家は京都伏見（京都市伏見区羽束師菱川町付近）の出身。ある先祖は淳仁天皇に侍従として仕えていたが、淳仁天皇が孝謙上皇と対立して淡路島に流される際に随行を許され、そのまま淳仁天皇陵（兵庫県南あわじ市南淡町賀集）の付近に住み、陵墓を守っていたとされる。以降、父の菱川兵次郎（1898年 - 1980年）が明石に出るまで、菱川家は淡路南部で農業を営んでいた。
菱川兵次郎（洲本市出身）は、兵庫県の寺社課長、沼島村長を経て、市政を敷いたばかりの兵庫県高砂市に請われ、市の助役に就任し2期務めたが、1959年（昭和34年）、いわゆる大塩事件（昭和の大合併の際、大塩町が姫路市・高砂市のどちらと合併するかをめぐる政治問題）で初代市長の中須義男が失職し、無投票で高砂市長に当選した。湾岸埋立地に有力企業を誘致し、市の財政を安定させるなど功績を挙げたが、1期で市長を退任し明石市に戻った。晩年は行政相談員として地域に貢献した。
母の菱川たまの（1900年 - 1992年）は助産婦と看護婦の資格（当時）を持ち、明石に移ってからは助産婦として家計を支えた。81歳まで仕事を続け、本人曰く、終生1万人以上の子を取り上げた。
文博は姉1人と妹3人の5人兄妹の長男。文博の妻は、洋服デザイナー・田中千代の教え子で、神戸市のブティック「ますや」のチーフデザイナーをしていた女性。ふたりは1947年（昭和22年）に結婚し、1男1女をもうけた。

### 趣味
- 趣味は、英会話、海外旅行、ボディビル（ウエイトトレーニング）。
- 県庁職員時代、約1か月にわたるアメリカ視察旅行で英会話能力の必要性を痛感して、41歳のときに英語検定1級を取得し、その後も勉強を続けた。晩年までJAPAN TIMESを愛読していた。出張を含めて200回以上海外渡航している。気に入って良く行っていたのが、アメリカ、カナダ、オーストラリアの3国。前述の如くアメリカ空軍が投下した原爆で被爆し健康被害をこうむったが、アメリカを恨まず愛し良く足を運んだ。兵庫県庁勤務時代は、海外旅行同好会の会長を長く務めたという。
- ボディビルは神戸YMCAで結婚直後から没頭、全盛期は胸囲125センチを誇った。また、全日本ボディビル選手権の司会を第2回から10年以上勤めた。80歳を過ぎてもなお、神戸ポートピアホテルのジムに週3回通って筋トレに励んでいた。

## 著書
- 2000年に生き残る社長の条件 決断を迷う社長は社員を惑わす（産能大学出版部 1996年）